# Semiotica dei nuovi media
La semiotica dei nuovi media è lo studio dei media e delle reti digitali condotto con una metodologia semiotica. In particolare, si occupa della comunicazione uomo / macchina e dell'interazione tra persone attraverso i nuovi media. 
La semiotica dei nuovi media si è diffusa in Italia alla fine del 2001 attraverso corsi universitari dedicati; le prime pubblicazioni sono comparse due anni dopo.

## Collocazione nel campo della semiotica
La semiotica, o scienza generale dei segni, si divide tra semiotica specifica e semiotica generale. 
La semiotica specifica studia la funzione di uno specifico sistema di segni, descrivendone l'organizzazione, cercando di spiegare i comportamenti di chi li usa. La semiotica dei nuovi media è quindi la semiotica specifica dei nuovi media.

## Rimediazione
Una difficoltà particolare nell'analisi semiotica dei nuovi media è legata al fatto che questi sono in continua evoluzione. Farne un'analisi significa quindi cercare di afferrare qualcosa che, mentre viene analizzato, sta già cambiando. Per riuscire a farlo si prende in considerazione il concetto di rimediazione elaborato da Jay David Bolter e Richard Grusin. La rimediazione è il riuso di tratti caratteristici di un medium all'interno di un altro medium. Dato che ogni medium si esprime con il proprio linguaggio e con una sua forma specifica, la rimediazione comporta sempre necessariamente una ridefinizione.
(Bolter, Competizione e integrazione tra media vecchi e nuovi)
L'obiettivo è quello di avere funzioni migliori rispetto ai media precedenti, potenziandone le caratteristiche o trovarne delle nuove.
La ri-mediazione può essere:
- Trasparente: quando due medium fanno cose simili ma in modo diverso;
- Traslucida: quando il medium si pone come miglioramento di quello precedente, nonostante ne mantenga degli elementi;
- Aggressiva: quando il nuovo medium rimodella quello precedente, ma non può totalmente disfarsene.

## I nuovi Media
Per comprendere quali argomenti affronta la semiotica dei nuovi media bisogna prima distinguere tra media intesi come tecnologie e media intesi come forme di comunicazione (cioè insieme di regole e convenzioni che gli esseri umani usano quando comunicano usando le tecnologie).
Bolter decide di definire la tecnologia in senso ampio, includendo le componenti strutturali e sociali. La tecnologia è definita come un metodo per disporre pensieri verbali entro uno spazio visivo; questo vale ad esempio quando lo strumento è la combinazione di un'interfaccia hardware e di un'interfaccia software che permette di interagire con il computer. Lo spazio visivo è rappresentato da quello che l'interfaccia software mostra all'utente sul monitor, "rimediando" per esempio l'apparenza visiva di un foglio di carta..
Questa definizione si collega alla semiotica dei nuovi media per due motivi principali: 
- rende chiaro il legame fra aspetti materiali e sociali di qualsiasi tecnologia, perché utilizzare uno strumento di scrittura per rappresentare segni in uno spazio visivo comporta l'utilizzo dello strumento, ovvero il corpo, ma anche l'apprendimento culturale e sociale collegato alle diverse lingue, stili e generi di scrittura.
- il digitale mette in primo piano la scrittura sostituendo in molti casi l'oralità, cambiando così le relazioni personali.

## Modello mentale
I modelli mentali sono essenziali nella rappresentazione e riflessione dei nuovi media, in quanto ogni essere umano, di fronte una situazione nuova e sconosciuta, reagisce anticipandosi dei concetti che lo aiuteranno ad affrontare la situazione in cui si trova.
Donald Norman ritiene che nell'uso di un sistema vi siano tre modelli fondamentali:
- il modello mentale dell'utente, che è la rappresentazione che l'utente elabora dell'oggetto, interagendo con esso;
- il modello progettuale, che corrisponde al significato che i creatori dell'oggetto volevano dare
- il modello del sistema, che rappresenta il funzionamento, le istruzioni per l'uso, nonché l'immagine che l'oggetto dà di sé

La teoria afferma che il modello del sistema deve comunicare coerentemente il modello progettuale, altrimenti l'utente se ne farà un modello mentale sbagliato.
Secondo Alan Cooper non è possibile, durante la progettazione, prevedere il modello mentale dell'utente, il progettista può solo provare ad avvicinarsi a tale modello. 
L'insieme delle previsioni del progettista è il modello manifesto del programma: più il modello manifesto si avvicina a quello dell'utente, meno rispecchia il modo in cui la macchina funziona davvero.
In semiotica, il modello manifesto di Cooper è tradotto in 'utente modello del sistema'.

## Analisi dei siti web
Per analizzare la semiotica di un sito bisogna distinguere lo spazio del paratesto dallo spazio dei contenuti..
Nello spazio dei contenuti si trovano gli oggetti multimediali, le immagini, i testi che servono per indirizzare gli utenti nei diversi percorsi possibili.Oltre al linguaggio verbale, i sistemi semiotici usati possono utilizzare anche codici visivi, sonori e multimediali.
Il concetto di paratesto, invece, si riferisce ai link strutturati, ai link associativi e alle linkografie. 
Bisogna verificare se e come il sito segue gli standard web di navigazione, organizzazione e presentazione dei contenuti; in seguito è necessario conoscere le consuetudini e le convenzioni testuali, paratestuali e intertestuali che contraddistinguono il genere web a cui il sito appartiene.
Ci sono vari parametri che caratterizzano un sito web: 
- l'utente modello, ovvero l'insieme di competenze visive, multimediali e linguistiche che un utente deve avere per muoversi a proprio agio nel sito.
- il fine, ovvero gli obiettivi del sito.
- le strategie enunciative, che definiscono la relazione con gli utenti.
- lo spazio visivo, rappresentato dalla grafica del sito, che è la prima cosa valutata dell'utente.

## Web 2.0 e social Media
Il web 1.0 era caratterizzato dal broadcasting: gli utenti andavano in rete solo per cercare informazioni. Con il passaggio al web 2.0 diventa possibile anche accedere ai contenuti e modificarli; questi contenuti prendono il nome di user generated contents. Il web 2.0 usa inoltre una relazione peer-to-peer che non corrisponde a quella informatica, ma è intesa a livello comunicativo, facendo riferimento alla parità tra gli utenti in rete. 
Nel Web 2.0 la semiotica analizza diversi ambiti: design, advertising e marketing, new media, gaming, social media.
I social media permettono di condividere idee, tematiche e azioni, con persone che fanno lo stesso; nasce così la viralità della rete, dove qualcuno pubblica un contenuto e nel giro di ore o giorni raggiunge anche milioni di visite. Proprio per questo, si studia questo fenomeno per ricavarne un guadagno. Ogni sito che permette la pubblicazione di file privati, è un aggregatore di comunità virtuali e così facendo i siti permettono di creare o distruggere diverse relazioni sociali. La semiotica dei nuovi media ha dato un grande contributo allo sviluppo di questo campo analizzando e stabilendo le caratteristiche e gli obiettivi principali delle tecnologie e dei nuovi media, ma anche la comunicazione tra persone attraverso le tecnologie e i nuovi media.